# 星毛唐松草
星毛唐松草（学名：Thalictrum cirrhosum）为毛茛科唐松草属下的一个种。

## 扩展阅读
- 維基物種上的相關：星毛唐松草